# Dock 1A 壹同
Dock 1A 壹同（中文：壹同） 是西貢區第一個商場及停車場設施，位於香港西貢翠塘路1A號，距離西貢市中心及公眾碼頭僅五分鐘步行路程。新管理團隊現正進行活化及翻新工程，2025年1月正式開幕。

## 歷史
商場原名Centro景星廣場，被鄧成波家族購入，曾多次加按，因財困而被出售。

## 概覽
壹同兼具實用與娛樂功能的生活空間。商場提供多種零售商店、超市、餐飲選擇和生活娛樂設施。

## 資訊
- 地點：香港西貢翠塘路1A
- 地盤面積：34,047平方呎
- 出租面積：批則面積約266,562平方呎。當中，商舖出租面積約56,504平方呎，
- 停車位：387個[6]

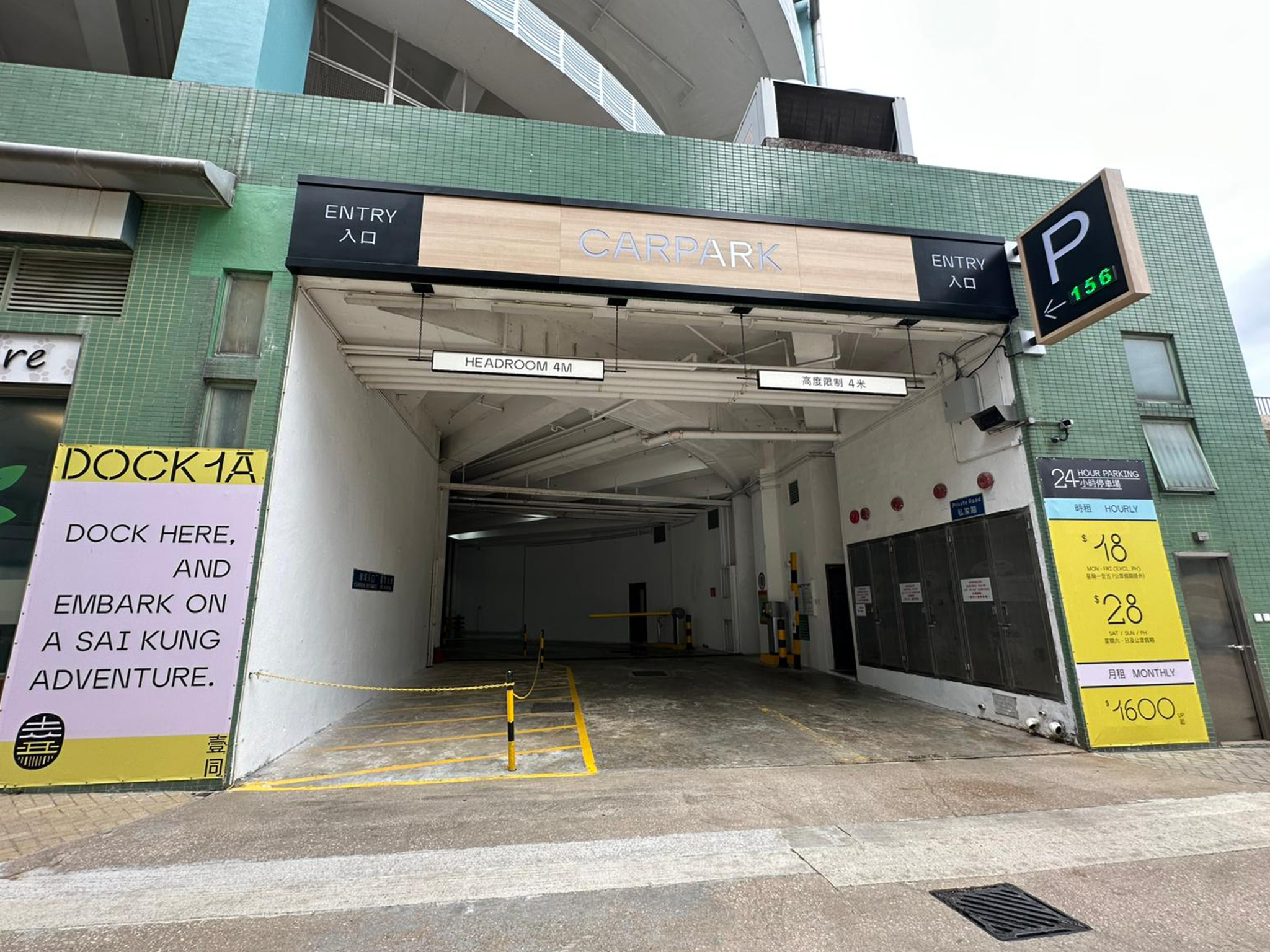
地下停車場入口
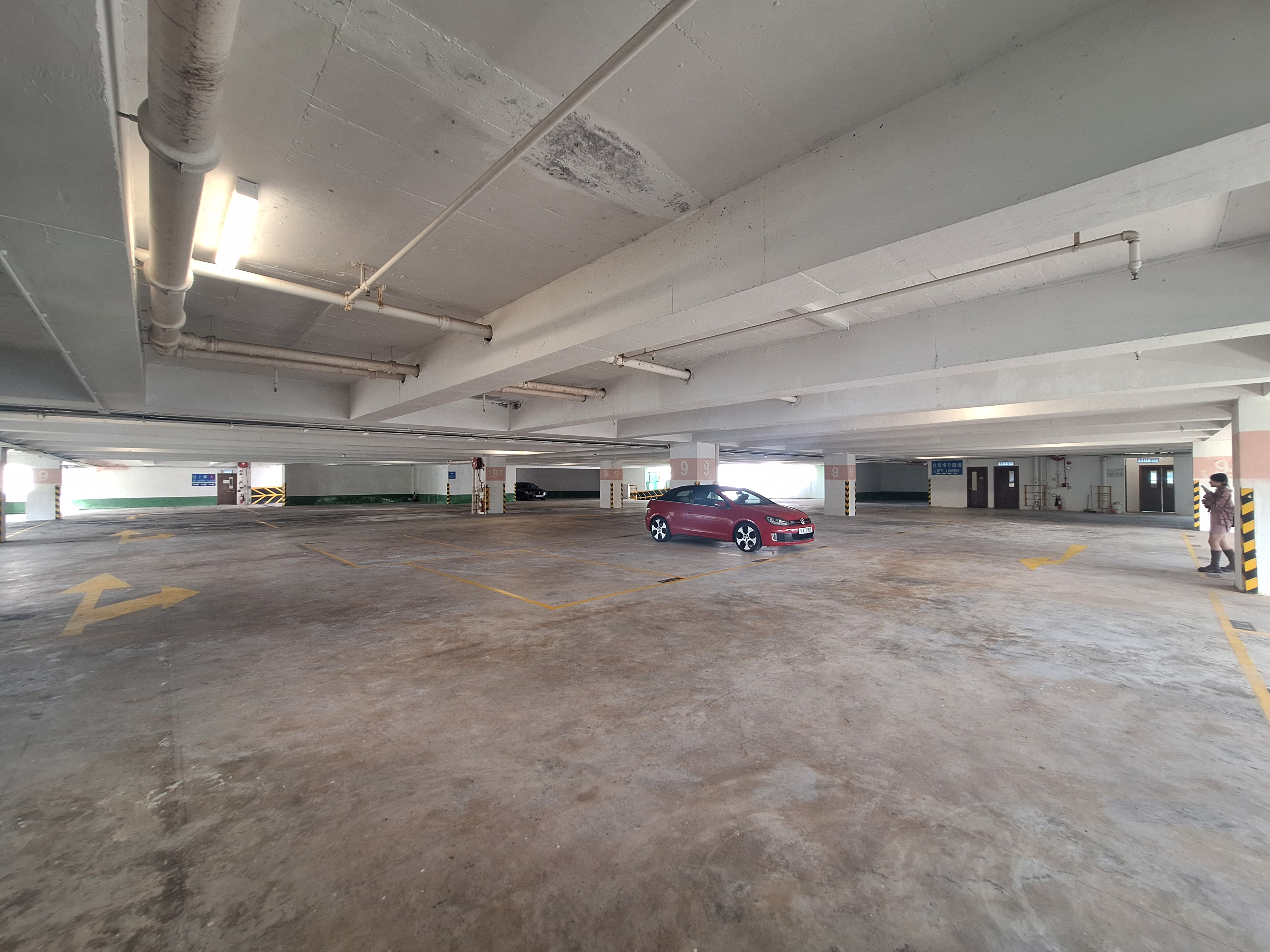
9樓停車場

- 主要租戶：自選市場FUSION、保齡球館Tikitiki Bowling Bar，分別佔用樓面約2.24萬及約2.2萬
- 业主：RIGHT HONOUR GROUP LIMITED

## 交通
- 距離西貢市中心步行5分鐘
- 距離西貢公眾碼頭步行10分鐘
- 距離馬鞍山駕車15分鐘
- 距離沙田駕車20分鐘
- 距離九龍東駕車25分鐘
- 距離將軍澳駕車18分鐘

## 設施
層數：10
- 地下：咖啡店、動物醫院及商店
- 一樓：期間限定店
- 二樓：零售商店及停車場
- 三樓：超級市場
- 四樓：零售商店及健身中心
- 五樓至天台：停車場

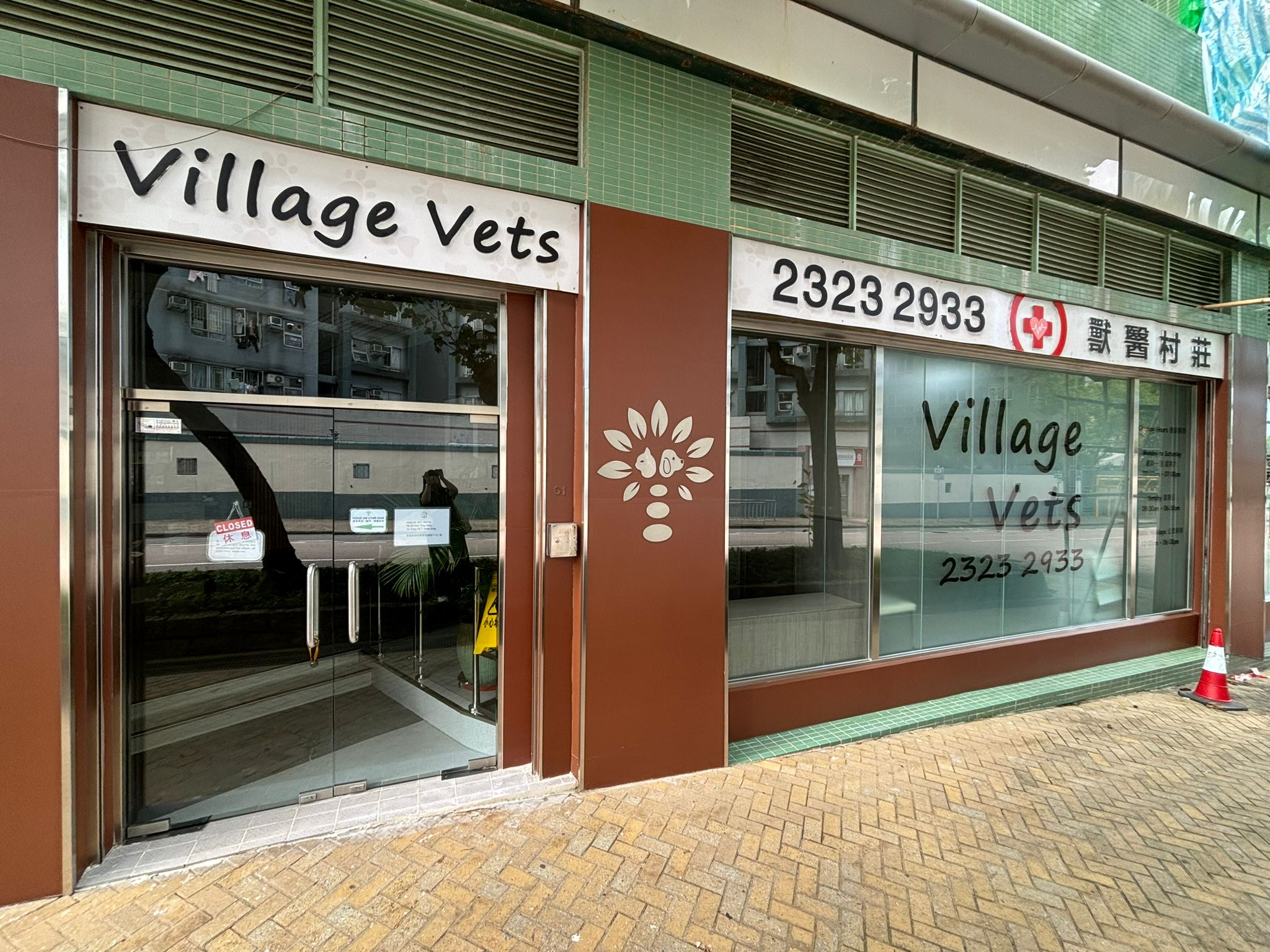
地下 獸醫村莊 (Village Vets)
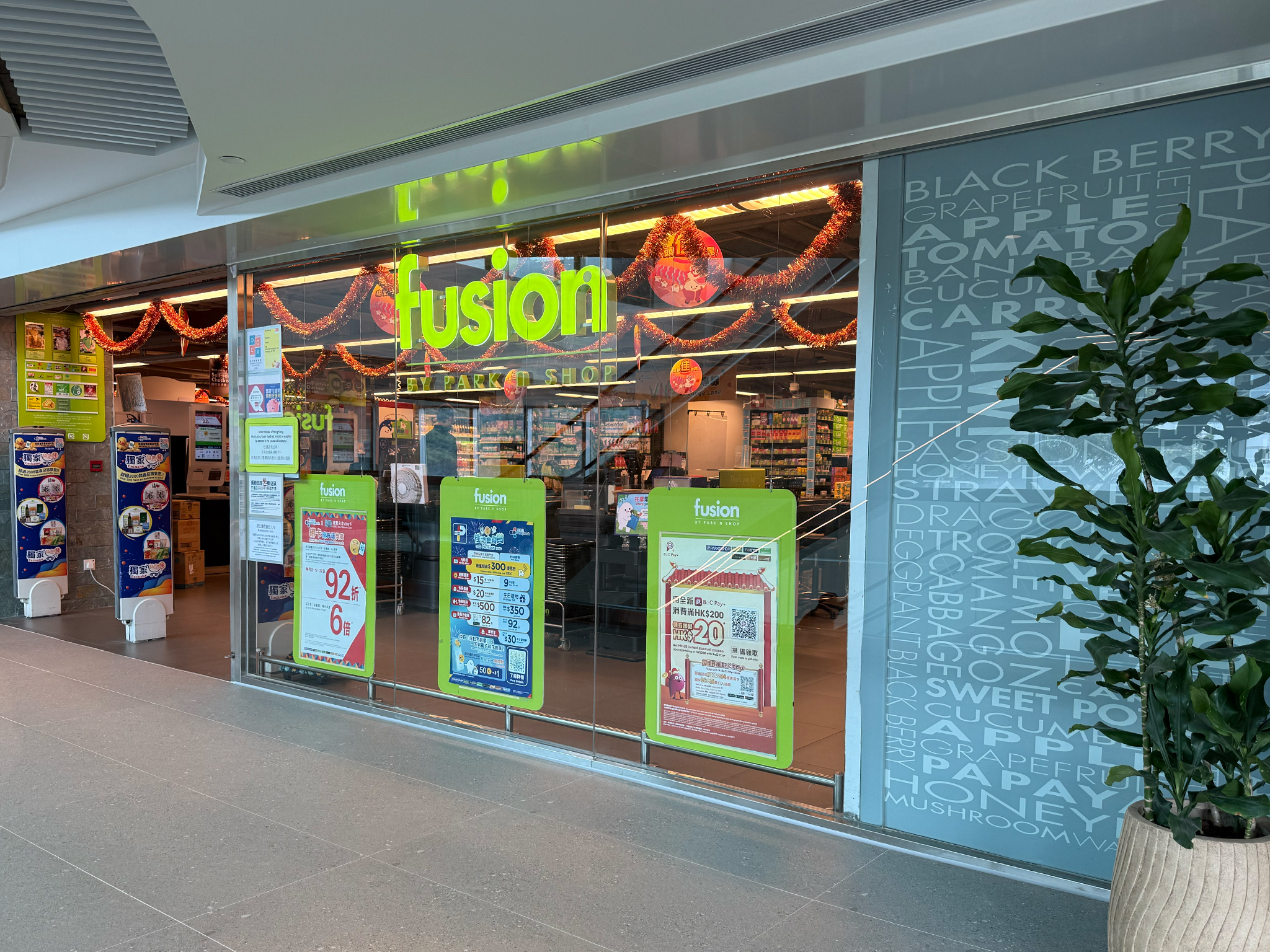
3樓超級市場
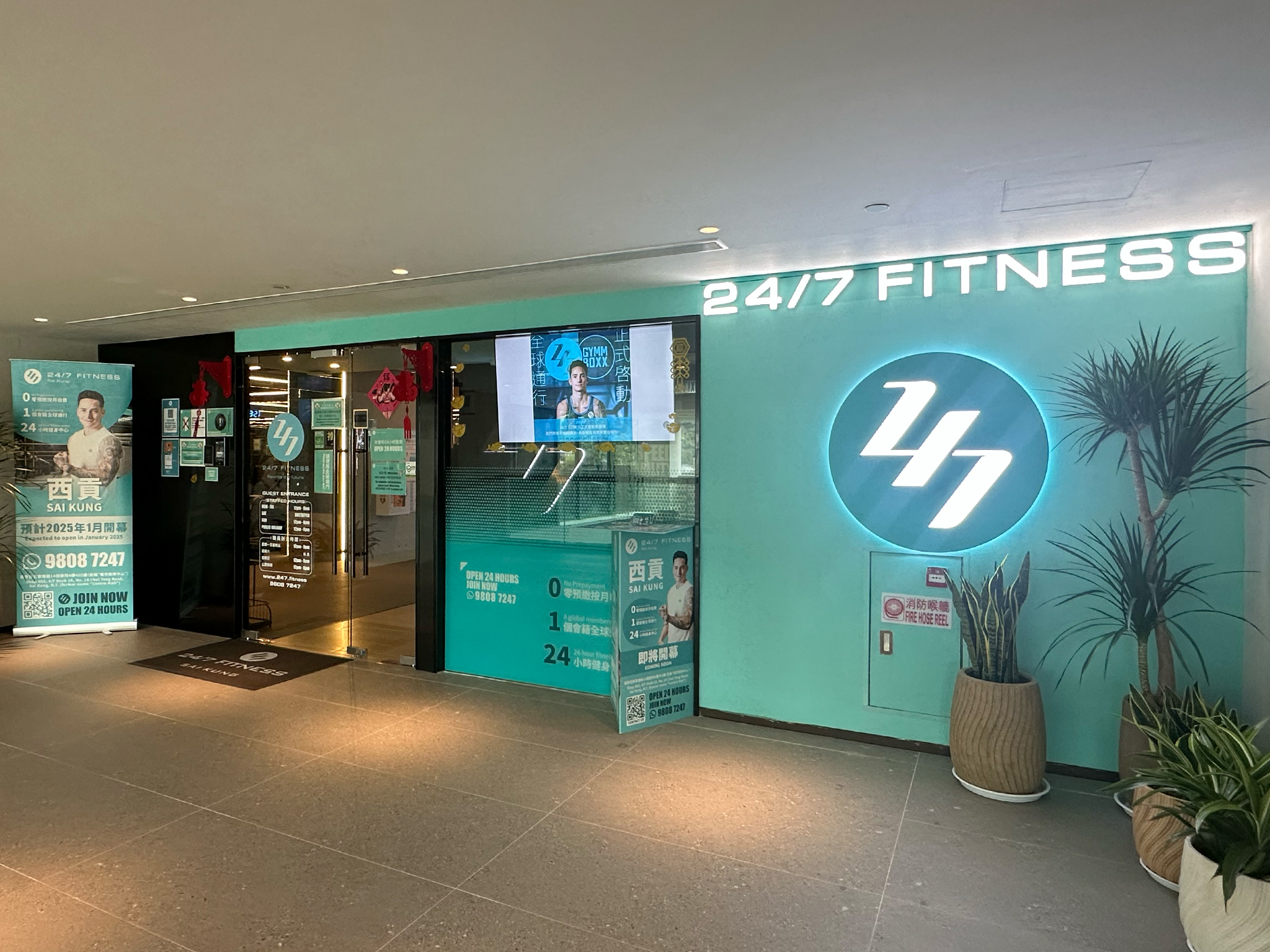
4樓健身中心